# NGC 390
NGC 390 est une étoile située dans la constellation des Poissons.
L'astronome français Guillaume Bigourdan a enregistré la position de cette étoile le 19 novembre 1884.
La base de données Simbad, qui contient par ailleurs plusieurs erreurs d'identification, associe NGC 390 à la galaxie LEDA 4021.